# RPH3AL
RPH3AL (англ. Rabphilin 3A like (without C2 domains)) – білок, який кодується однойменним геном, розташованим у людей на короткому плечі 17-ї хромосоми. Довжина поліпептидного ланцюга білка становить 315 амінокислот, а молекулярна маса — 34 464.
| 10         |  | 20         |  | 30         |  | 40         |  | 50         |
| ---------- |  | ---------- |  | ---------- |  | ---------- |  | ---------- |
| MADTIFGSGN |  | DQWVCPNDRQ |  | LALRAKLQTG |  | WSVHTYQTEK |  | QRRKQHLSPA |
| EVEAILQVIQ |  | RAERLDVLEQ |  | QRIGRLVERL |  | ETMRRNVMGN |  | GLSQCLLCGE |
| VLGFLGSSSV |  | FCKDCRKKVC |  | TKCGIEASPG |  | QKRPLWLCKI |  | CSEQREVWKR |
| SGAWFYKGLP |  | KYILPLKTPG |  | RADDPHFRPL |  | PTEPAEREPR |  | SSETSRIYTW |
| ARGRVVSSDS |  | DSDSDLSSSS |  | LEDRLPSTGV |  | RDRKGDKPWK |  | ESGGSVEAPR |
| MGFTHPPGHL |  | SGCQSSLASG |  | ETGTGSADPP |  | GGPRPGLTRR |  | APVKDTPGRA |
| PAADAAPAGP |  | SSCLG      |  |            |  |            |  |            |

A: Аланін

C: Цистеїн

D: Аспарагінова кислота

E: Глутамінова кислота

F: Фенілаланін

G: Гліцин

H: Гістидин

I: Ізолейцин

K: Лізин

L: Лейцин

M: Метіонін

N: Аспарагін

P: Пролін

Q: Глутамін

R: Аргінін

S: Серин

T: Треонін

V: Валін

W: Триптофан

Задіяний у таких біологічних процесах, як екзоцитоз, альтернативний сплайсинг. 
Білок має сайт для зв'язування з іонами металів, іоном цинку. 
Локалізований у цитоплазмі, мембрані, цитоплазматичних везикулах.